# Francis Wheatley

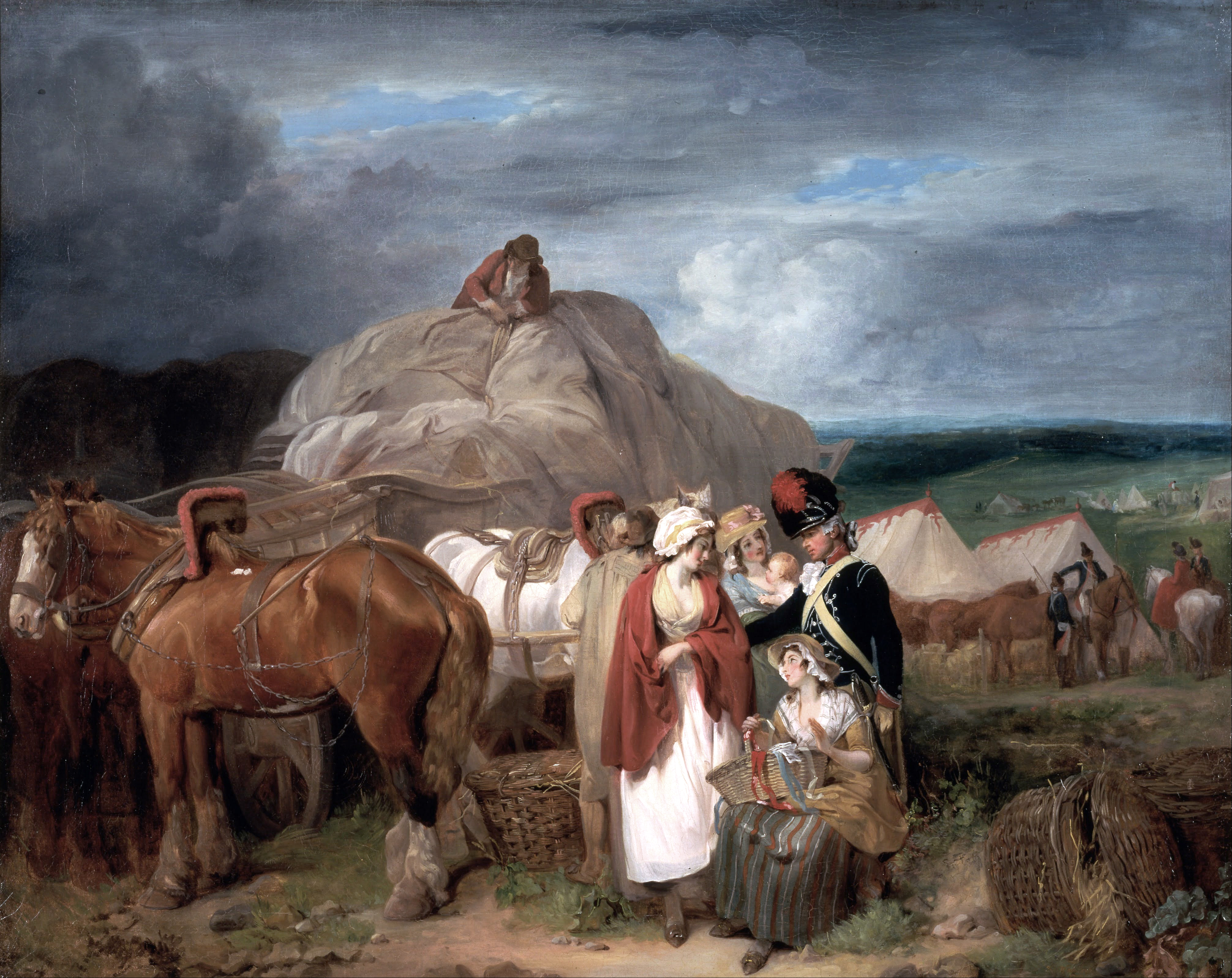
Żołnierz z kobietami sprzedającymi wstążki, 1788, Yale Center for British Art

Francis Wheatley (ur. 1747, zm. 28 czerwca 1801) – angielski malarz portrecista i twórca pejzaży. Członek stowarzyszony Royal Academy of Arts od 1790, w następnym roku uzyskał pełne członkostwo Akademii.
Studiował w szkole rysunkowej Williama Shipleya i Royal Academy. Początkowo malował niewielkie portrety przedstawiające całe postacie oraz portrety grupowe, określane jako conversation pieces w stylu Johanna Zoffany`ego. Prowadząc ekstrawagancki tryb życia popadł w długi i uciekł przed wierzycielami do Irlandii z mężatką Elizabeth Gresse. W latach 1779–83 Wheatley pracował w Dublinie, gdzie malował m.in. portrety posłów do Parlamentu. Po powrocie do Anglii artysta zaczął malować wiejskie sceny rodzajowe wyraźnie inspirowane twórczością Williama Hogartha. Prace te stały się popularne dzięki rycinom, które z powodzeniem sprzedawano. W 1787 malarz ożenił się z dużo młodszą Clarą Marią Leigh (1768-1838), która również była artystką. Od ok. 1793 r. Wheatley zaczął chorować na dnę moczanową, która szybko strawiła, że nie mógł utrzymać pędzla w ręce. Schorowany i niepełnosprawny zmarł w ubóstwie w 1801 r. w wieku 54 lat. Wdowa po nim wyszła później za mąż za irlandzkiego aktora Alexandra Pope i już jako Mrs Pope z powodzeniem kontynuowała karierę malarską.
Wheatley obok takich twórców jak George Morland i Julius Caesar Ibbetson walnie przyczynili się do wprowadzenia scen rustykalnych do repertuaru malarstwa angielskiego. Jego obrazy rozproszone są po galeriach i muzeach brytyjskich i amerykańskich.